# Tino Kessler
Tino Kessler (* 1. Mai 1996 in Weesen) ist ein Schweizer Eishockeyspieler, der seit Juli 2024 erneut beim HC Davos aus der Schweizer National League unter Vertrag steht und dort auf der Position des Stürmers spielt.

## Karriere
Kessler wechselte als Jugendlicher vom HC Prättigau-Herrschaft zum HC Davos. Wohnhaft blieb er zunächst in Schiers, ehe er ins Davoser Sport-Gymnasium zog. Mit 17 Jahren gab er sein Debüt für den HCD in der National League A (NLA). Er spielte für die Bündner auch in der Champions Hockey League sowie beim Spengler Cup. Ebenso kam er auf Leihbasis sporadisch beim HCB Ticino Rockets in der zweitklassigen Swiss League zu Einsätzen.
Im Oktober 2019 wurde der Stürmer für zwei Monate an den EHC Biel ausgeliehen und wechselte nach der Saison 2019/20 fest zu diesem Klub. Im November 2023 unterzeichnete Kessler, der im Frühjahr zuvor Vizemeister mit den Bielern geworden war, einen Vierjahresvertrag beim HC Davos und kehrte damit zur Saison 2024/25 zum HCD zurück.

### International
Im Juniorenbereich nahm Kessler mit den Juniorenteams der Swiss Ice Hockey Federation am Ivan Hlinka Memorial Tournament 2013, U18-Junioren-Weltmeisterschaft 2014 und U20-Junioren-Weltmeisterschaft 2016 teil. Sein Debüt in der Schweizer A-Nationalmannschaft gab der Stürmer im Verlauf der Saison 2023/24.

## Erfolge und Auszeichnungen
- 2023 Schweizer Vizemeister mit dem EHC Biel

## Karrierestatistik
Stand: Ende der Saison 2024/25

### International
Vertrat die Schweiz bei:
- Ivan Hlinka Memorial Tournament 2013
- U18-Junioren-Weltmeisterschaft 2014
- U20-Junioren-Weltmeisterschaft 2016

(Legende zur Spielerstatistik: Sp oder GP = absolvierte Spiele; T oder G = erzielte Tore; V oder A = erzielte Assists; Pkt oder Pts = erzielte Scorerpunkte; SM oder PIM = erhaltene Strafminuten; +/− = Plus/Minus-Bilanz; PP = erzielte Überzahltore; SH = erzielte Unterzahltore; GW = erzielte Siegtore; 1 Play-downs/Relegation; Kursiv: Statistik nicht vollständig)